# 30005 Stevenchen
30005 Stevenchen è un asteroide della fascia principale. Scoperto nel 2000, presenta un'orbita caratterizzata da un semiasse maggiore pari a 2,3448675 UA e da un'eccentricità di 0,1878799, inclinata di 3,68127° rispetto all'eclittica.